# Nors Sø
Nors Sø är en sjö på ön Vendsyssel-Thy.   Den ligger i Thisted kommun i Region Nordjylland, i den nordvästra delen av landet, 280 km nordväst om Köpenhamn. Nors Sø är en karstsjö som ligger 14 meter över havet. Den har ingen egentlig källa så tillflödet kommer huvudsakligen upp genom sprickor i kalkstenen.
Nors Sø är 3,49 kvadratkilometer stor och den sträcker sig 1,9 kilometer i nord-sydlig riktning, och 3,4 kilometer i öst-västlig riktning. Den är en del av Nationalpark Thy och ingår i Natura 2000 området Hanstholm-reservatet, Hanstholm Knuden, Nors Sø og Vandet Sø. I närheten finns kogarna Tved Plantage och Vilsbøl Plantage.